# The Divine Wings of Tragedy
The Divine Wings of Tragedy — музичний альбом гурту Symphony X. Виданий 1997 року лейблом Zero Corporation. Загальна тривалість композицій становить 65:28. Альбом відносять до напрямку прогресивний метал.

## Список пісень
1. «Of Sins and Shadows» — 4:58
2. «Sea of Lies» — 4:18
3. «Out of the Ashes» — 3:39
4. «The Accolade» — 9:51
5. «Pharaoh» — 5:30
6. «The Eyes of Medusa» — 5:27
7. «The Witching Hour» — 4:15
8. «The Divine Wings of Tragedy» — 20:41
  - I. At the Four Corners of the Earth
  - II. In the Room of Thrones
  - III. A Gathering of Angels
  - IV. The Wrath Divine
  - V. The Prophet's Cry
  - VI. Bringer of the Apocalypse
    - A. Eve of Sacrifice
    - B. Armies in the Sky
    - C. Dies Irae

  - VII. Paradise Regained
9. «Candlelight Fantasia» — 6:45